# 大荒比古神社・鞆結神社
大荒比古神社・鞆結神社（おおあらひこじんじゃ・ともゆいじんじゃ）は、滋賀県高島市マキノ町浦に鎮座する神社である。大荒比古神社と鞆結神社の2神社が併記の形で合祀されているが、ともに式内社の論社とされる。旧社格は郷社。

## 祭神
大荒比古神社
- 豊城入彦命
- 大荒田別命
- 大己貴命
- 須勢理姫命
- 配祀神 須佐男命・菅原道真公

鞆結神社
- 誉田別命

## 神紋
鍬形

## 歴史
社伝によると、仲哀天皇の時代に創建されたと伝わり、後に鞆結郷（鞆結荘）の惣社と崇められた。鞆結神社、大荒比古神社ともに式内社に比定されるが、これまたともに他の論社が存在する。
明治9年（1876年）郷社に列した。

## 祭祀

### 神事
- 例祭 - 4月19日

### 社家
- 浦氏